# 380'erne f.Kr.
Århundreder: 5. århundrede f.Kr. – 4. århundrede f.Kr. – 3. århundrede f.Kr.
Årtier: 430'erne f.Kr. 420'erne f.Kr. 410'erne f.Kr. 400'erne f.Kr. 390'erne f.Kr. – 380'erne f.Kr. – 370'erne f.Kr. 360'erne f.Kr. 350'erne f.Kr. 340'erne f.Kr. 330'erne f.Kr.
År: 389 f.Kr. 388 f.Kr. 387 f.Kr. 386 f.Kr. 385 f.Kr. 384 f.Kr. 383 f.Kr. 382 f.Kr. 381 f.Kr. 380 f.Kr.

## Begivenheder
- Nereide-monumentet – et gravtempel i Xanthos i Lykien, nu opstillet på British Museum.[1]